# Gustav Heinrich Wiedemann

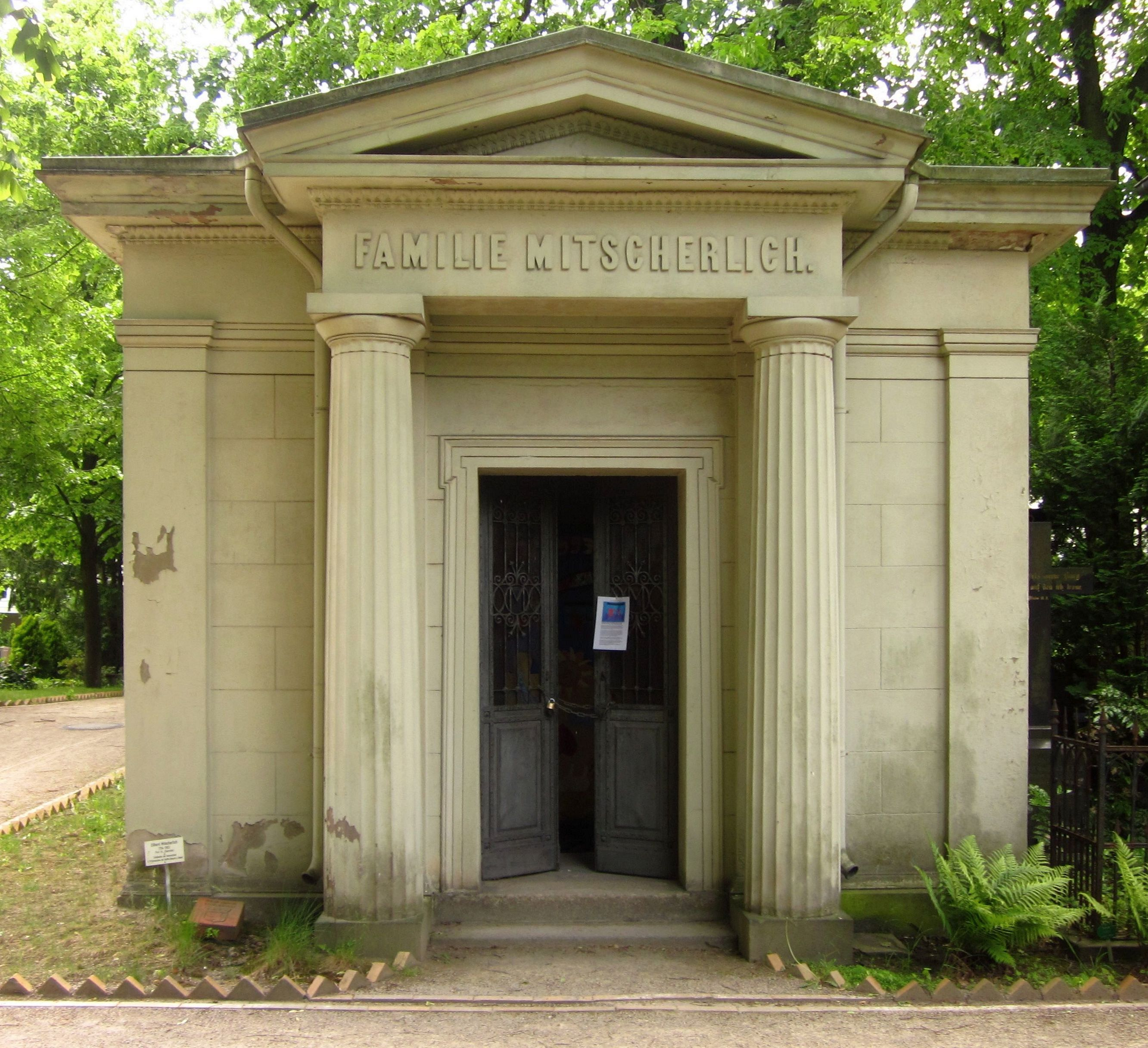
Mausoléu da família Mitscherlich, sepultura de dentre outros de Eilhard Mitscherlich e Gustav Heinrich Wiedemann

Gustav Heinrich Wiedemann (Berlim, 2 de outubro de 1826 — Leipzig, 23 de março de 1899) foi um físico alemão.
Estudou física, química e matemática na Universidade de Berlim, onde obteve um doutorado em 1847, orientado por Heinrich Gustav Magnus. Lá tornou-se amigo de Hermann von Helmholtz, onde obteve a habilitação em 1851. Lecionou depois como professor privado em Berlim e a partir de 1854 na Universidade de Basileia (1854–1863), na Technische Universität Braunschweig (1863–1866) e na Technische Hochschule Karlsruhe (1866–1871). Em 1871 recebeu um chamado para a primeira cátedra conhecida de físico-química da Universidade de Leipzig. Em 1887 mudou-se para a cátedra de física, e Wilhelm Ostwald assumiu o Instituto de Física da universidade. Nesta época Ostwald estabeleceu juntamente com Svante Arrhenius, Jacobus Henricus van 't Hoff e Walther Nernst os fundamentos da físico-química.
Em 1871 foi eleito membro da Academia de Ciências da Saxônia. Em 1877 foi eleito membro da Sociedade Real de Ciências de Uppsala, em 1879 membro da Academia de Ciências da Prússia, em 1880 membro da Academia de Ciências da Baviera e em 1883 membro da Academia Real das Ciências da Suécia. Em 1882 foi eleito membro da Academia Leopoldina, em 1888 membro da Academia de Ciências de Göttingen e em 1893 membro correspondente da Académie des Sciences.
Gustav Heinrich Wiedemann morreu em 1899 aos 72 anos de idade em Leipzig. Foi sepultado no mausoléu da família Mitscherlich no Alter St.-Matthäus-Kirchhof Berlin.